# Crickett Smith
William „Crickett“ Smith (* 1881 oder 1883; † nach 1944) war ein US-amerikanischer Jazztrompeter, der in seinen späteren Jahren in Indien arbeitete.

## Leben und Wirken
Smith kam aus einer musikalischen Familie; sein Onkel Arthur Briggs war ebenfalls Trompeter. Zu Beginn seiner Karriere arbeitete er bei Ziegfeld Follies; er spielte in den frühen 1910er-Jahren in Jim Europe’s Society Orchestra, mit dem 1913 erste Plattenaufnahmen für Victor Records entstanden. In den folgenden Jahren arbeitete er in New York u. a. mit Ford Dabney (1917) und Wilbur Sweatman’s Original Jass Band (1918), bevor er nach Paris zog, wo er bei Louis Mitchell Jazz Kings (1922)  im Casino de Paris auftrat und 1931 bei Notte and His Creole Band (De La Coupole de Montparnasse) spielte. Er zog dann mit dem Orchester von Leon Abbey nach Indien, wo er weiterhin lebte und im Taj Mahal Hotel in Bombay arbeitete.
1936 und 1944 entstanden Aufnahmen unter eigenem Namen (Crickett Smith and His Symphonians), an denen u. a. weitere in Indien arbeitende amerikanische Musiker wie George Leonardi, Rudy Jackson, Roy Butler, Teddy Weatherford, Sterling Conaway, Luis Pedroso und der Sänger Creighton Thompson mitwirkten. Im Bereich des Jazz verzeichnet Tom Lord für ihn zwischen 1913 und 1936 39 Aufnahmesessions.